# Zsidó-patak
A Zsidó-patak a Mátraalján ered, Markaz északi határában, Heves vármegyében. A patak forrásától kezdve déli irányban halad, majd Markaz településnél éri el a Markazi-víztározót.
A Zsidó-patak a Tarna Vízgyűjtő-tervezési alegység működési területéhez tartozik.

## Part menti település
- Markaz